# Laurent de l'Aube de Corcelles
Le capitaine Laurent de l'Aube de Corcelles était un militaire français du XVIIe siècle.

## Biographie
Il est issu d'une famille du Dauphiné. Son grand-père Lazare Tircuy de Corcelles surnommé « le capitaine de la Barre », avait capturé en 1590 le colonel Alphonse d'Ornano et commencé à acquérir avec la rançon le château de Corcelles-en-Beaujolais, ancienne maison forte du XIe siècle reconstruite au XVe siècle de la commune de Corcelles-en-Beaujolais, dans l'actuel département du Rhône.
Laurent vient s'établir en Mâconnais par son mariage avec Claudine Naturel, le 29 novembre 1639. En 1641,  il est écuyer et seigneur de Corcelles et de Bourgvilain. Premier capitaine au régiment de M. de Rébé, il est arbitre dans un différend entre Barbe de l'Étoufe, femme d'Antoine de Servent, seigneur de Chavannes, et Jean de Franc, seigneur d'Esserteaux.
Protestant, il rencontre le pasteur Jean Léger lorsque les troupes françaises sont envoyées dans le Piémont, au moment où les Espagnols menacent de s'emparer du duché de Savoie. Le pasteur Jean Léger intercède auprès de lui pour déjouer une intrigue consistant à dresser les vaudois contre les troupes françaises, ce qui oblige le Marquis de Pianezza à engager lui-même la répression des vaudois au Piémont, les troupes françaises préférant éviter de participer au massacre des vaudois italiens par les troupes savoyardes en avril 1655, épisode appelé Pâques vaudoises. Le pasteur Jean Léger a témoigné de cet épisode historique en tant qu'auteur d’une Histoire générale des Églises évangéliques des vallées  du Piémont ou vaudoises (Leyde, 1669).